# Småort

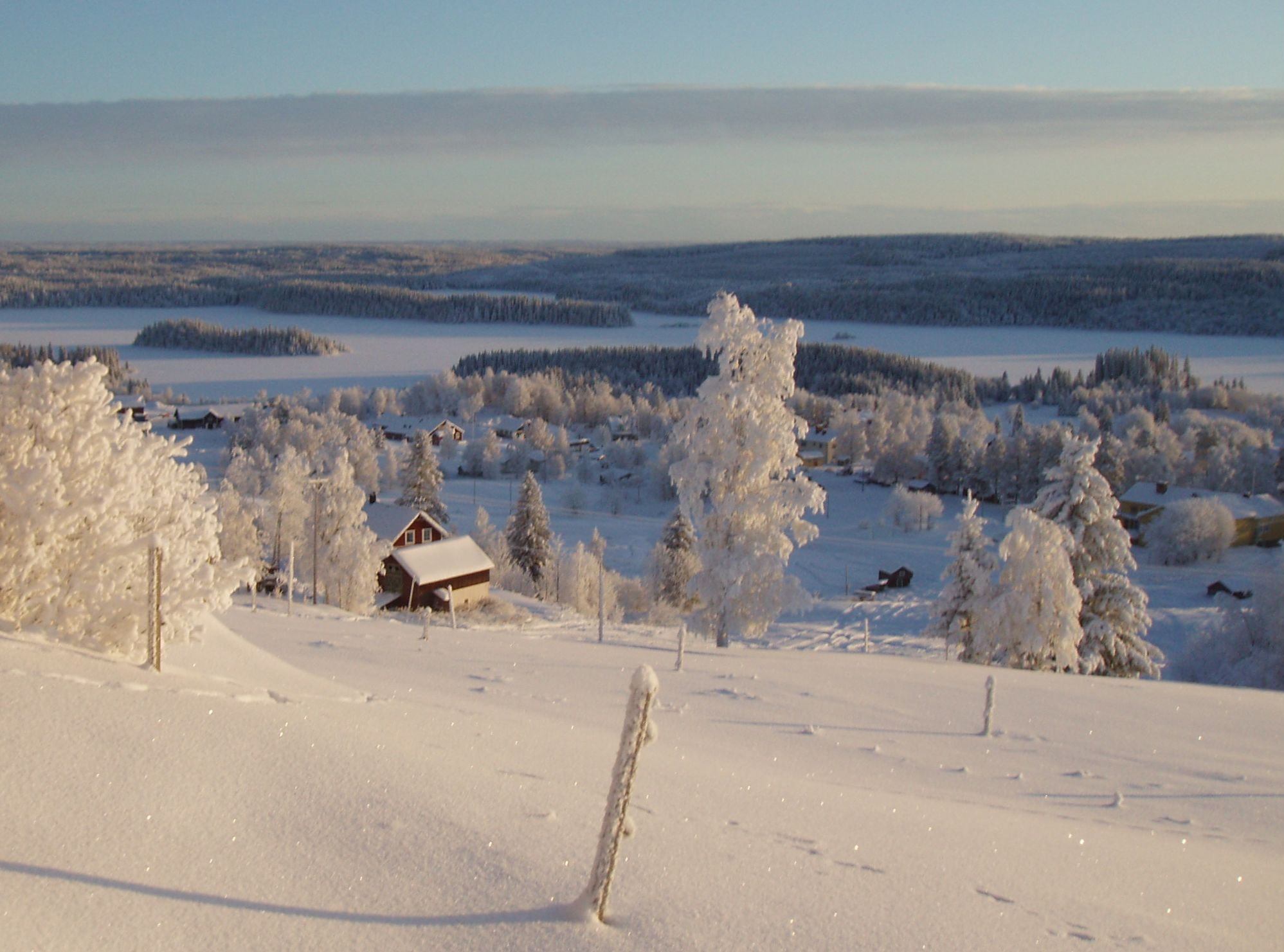
A "pequena localidade" (småort) de Läxsjö, na Jämtland

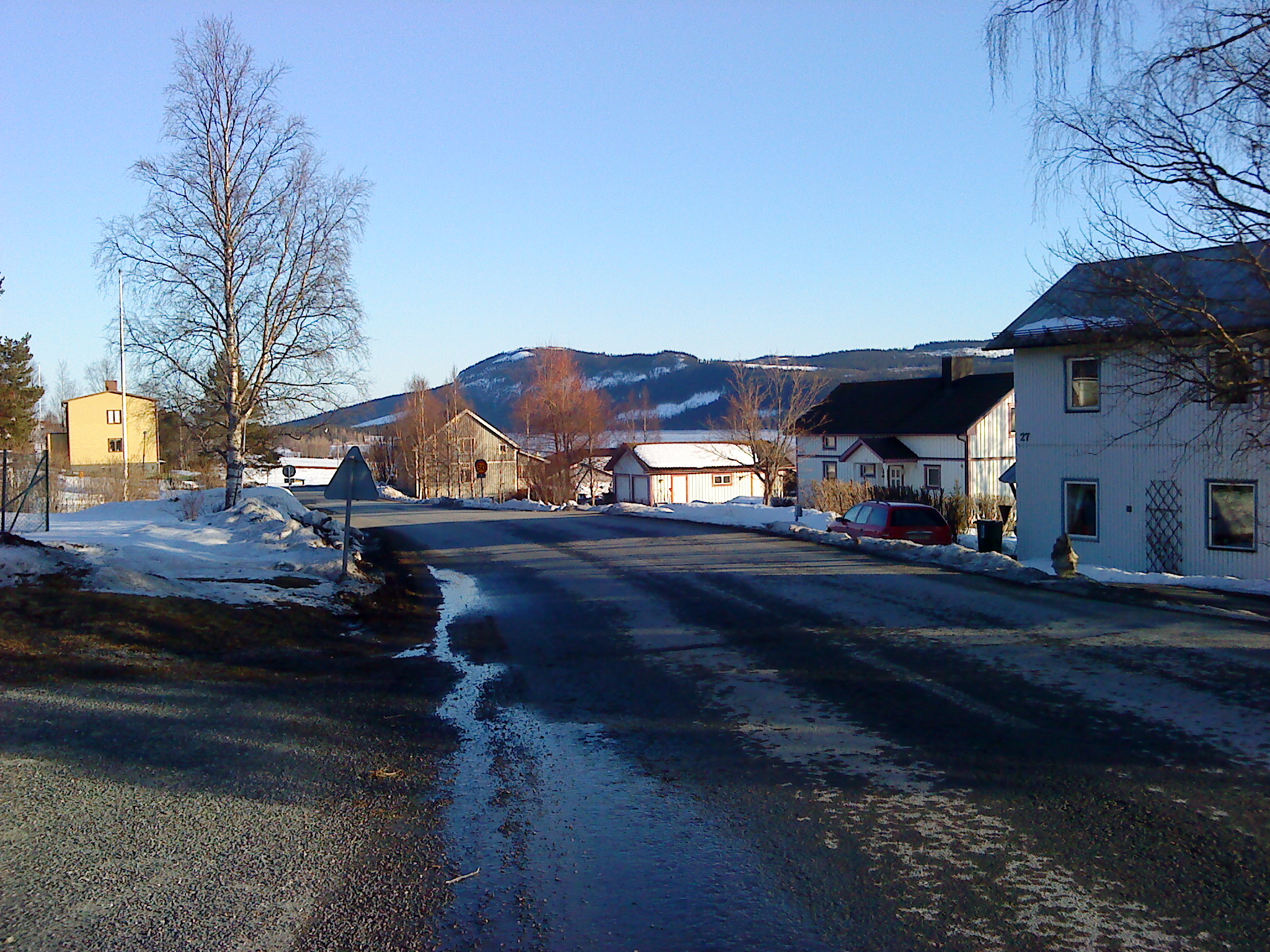
A "pequena localidade" (småort) de Kaxås, na Jämtland

Småort é um termo sueco designando "lugar povoado com menos de 200 habitantes e com menos de 150 m entre as casas". Em português, a palavra pode ser traduzida como "pequena localidade", em contraste com "localidade principal", que é denominada em sueco como tätort, "lugar povoado com pelo menos 200 habitantes e com menos de 200 m entre as casas".  

Segundo o Instituto Nacional de Estatística da Suécia (Statistiska centralbyrån) existiam 2 876 "pequenas localidades" (småorter) em 2005, abrangendo 3% da população da Suécia.

## Algumas "pequenas localidades" da Suécia (småorter)
- Abisko (Comuna de Kiruna, 131 habitantes)
- Älvros (Comuna de Härjedalen, 135 habitantes)
- Sättra (Comuna de Ekerö, 86 habitantes)